# 1350년대
1350년대는 1350년부터 1359년까지를 가리킨다.